# Función de Walsh

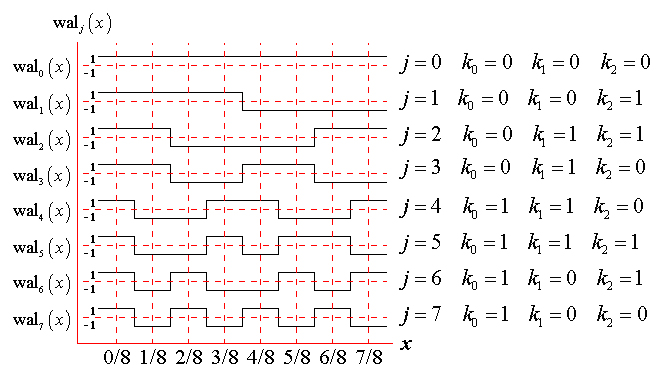
walj(x): Esto representa la función de Walsh. Imagina que es el nombre de la "onda" que estamos viendo.
- La j es un número (0, 1, 2, etc.) que identifica a qué función específica de Walsh nos referimos. La x representa el tiempo o la posición a lo largo del eje horizontal.
- Eje vertical (1 y -1): Este eje muestra el valor de la función de Walsh en un momento dado (x). El valor puede ser +1 (la línea está arriba) o -1 (la línea está abajo). Es como un interruptor que solo tiene dos posiciones: encendido (+1) o apagado (-1).
- Eje horizontal (x, con valores como 0/8, 1/8, 2/8, ... 7/8): Este eje representa el tiempo o la posición. La imagen muestra un ciclo completo de las funciones de Walsh, dividido en 8 partes iguales.
- Las líneas horizontales rojas punteadas (en 1 y -1): Estas líneas sirven como referencia visual para identificar rápidamente si la función de Walsh tiene el valor +1 o -1 en un punto dado.
- j = 0, 1, 2, ... 7: Este es el índice o número de cada función de Walsh en la imagen. Cada número corresponde a una función de Walsh diferente, con un patrón de "encendido" y "apagado" único.
- k0, k1, k2:, Estos son coeficientes binarios (0 o 1) que se usan para calcular el valor de la función de Walsh en un punto dado. Se relacionan con la representación binaria del índice j. No es esencial entenderlos en detalle para captar la idea general, pero indican cómo se construyen las funciones de Walsh a partir de operaciones lógicas.

En análisis matemático, el conjunto de las funciones de Walsh forma una base ortogonal para las funciones de cuadrado integrable en el intervalo unidad. Estas funciones, que solo toman los valores -1 y 1 en subintervalos definidos por fracciones diádicas, son ampliamente utilizadas en electrónica y diversas aplicaciones de ingeniería. Por ejemplo, se emplean en la modulación de señales en sistemas de comunicación digital, en la corrección de errores en memorias electrónicas y en el diseño de filtros digitales. Su principal atractivo radica en su simplicidad y eficiencia para el procesamiento de señales digitales.
Las funciones de Walsh fueron inventadas por el matemático estadounidense Joseph L. Walsh en 1923.

## Introducción
Las funciones de Walsh son un conjunto de funciones matemáticas que actúan como "interruptores" digitales, cambiando bruscamente entre dos estados (+1 y -1). Imagina una señal de sonido que se descompone en un conjunto de estas funciones; cada función de Walsh representaría una componente específica de la señal. Al igual que las notas musicales forman una melodía, las funciones de Walsh se combinan para crear la señal completa.
A diferencia de las funciones trigonométricas (como el seno y el coseno) que son suaves y continuas, las funciones de Walsh tienen forma de "onda cuadrada", lo que las hace más adecuadas para el procesamiento digital.
En resumen, las funciones de Walsh son una herramienta matemática fundamental para descomponer señales complejas en componentes simples, permitiendo su análisis, manipulación y transmisión de forma eficiente. Su aplicación se extiende desde la telefonía móvil y el procesamiento de audio hasta la radioastronomía y la codificación de información.

## Definición formal
Existen diversas formas de definir las funciones de Walsh. Una de ellas se basa en las matrices de Hadamard:
Las funciones de Walsh se construyen a partir de las matrices de Hadamard. Una matriz de Hadamard es una matriz cuadrada cuyos elementos son +1 o -1 y cuyas filas (y columnas) son ortogonales entre sí, es decir, el producto punto entre dos filas cualesquiera es cero.
Se puede construir una matriz de Hadamard de orden 2^n de forma recursiva:
H(1) = 1
H(n+1) = [[ H(n), H(n) ],[ H(n), -H(n) ]]
Donde H(n) es la matriz de Hadamard de orden n.
Las funciones de Walsh corresponden a las filas de estas matrices de Hadamard, normalizadas para tener un valor máximo de 1.
Otra forma de definir las funciones de Walsh es utilizando la representación binaria de números reales y enteros:
Para un entero k, consideramos la representación binaria:
k = k₀ + k₁2 + ... + kₘ2ᵐ,
donde m es un entero y los kᵢ equivalen a 0 o 1. Entonces, si k es la transformada de código Gray de j - 1, la función de Walsh j-ésima en el punto x, con 0 ≤ x < 1, es:
walⱼ(x) = (-1)^( k₀x₀ + ... + kₘ**xₘ ),
si
x = x₀/2 + x₁/2² + x₂/2³ + ...,
donde nuevamente xᵢ es 0 o 1 (siendo solo un número finito de veces 1 si x es un número racional).

## Propiedades importantes
Ortogonalidad: Las funciones de Walsh son ortogonales entre sí. El producto de dos funciones de Walsh diferentes, integrado a lo largo de un período, es cero. Esto permite separar y procesar señales de forma independiente. En términos sencillos, imagina que tienes varias señales "mezcladas". La ortogonalidad de las funciones de Walsh permite "desenredar" esas señales y analizarlas por separado, como si fueran diferentes instrumentos en una orquesta.
Completitud: El conjunto de funciones de Walsh es completo, lo que significa que cualquier función (dentro de ciertas limitaciones) puede ser expresada como una combinación lineal de funciones de Walsh. En otras palabras, cualquier señal que puedas imaginar (dentro de ciertos límites) puede ser construida usando las funciones de Walsh como bloques de construcción. Es como tener un conjunto de legos con los que puedes construir cualquier cosa.
Valores binarios: Las funciones de Walsh solo toman valores +1 o -1, lo que simplifica su implementación en sistemas digitales. Esto significa que las funciones de Walsh son como interruptores que solo pueden estar encendidos o apagados, lo que las hace fáciles de manejar para las computadoras y otros dispositivos electrónicos.
Relación con el código de Gray: Como se menciona en la definición formal, la función de Walsh está relacionada con la transformada de código Gray, lo cual facilita la generación de estas funciones de forma sistemática. El código de Gray es una forma específica de ordenar números binarios, y su relación con las funciones de Walsh permite crear estas funciones de manera ordenada y predecible, como si estuvieras siguiendo una receta.
Orden de la función: El orden de la función es 2^s, donde s es un entero. Esto significa que hay 2^s intervalos (de tiempo) cuyo valor son -1 o 1. El orden de la función te dice cuántos "cambios" realiza la función en un período determinado. Un orden más alto significa más cambios y una mayor capacidad para representar detalles en la señal.

## Relación con la Transformada de Hadamard
Las funciones ortogonales de Walsh se utilizan para realizar la Transformada de Hadamard (TWH), que es análoga a la Transformada de Fourier, donde se utilizan ondas sinusoidales. La TWH descompone una señal en sus componentes de Walsh, revelando la "fuerza" de cada función de Walsh en la señal original.
En detalle, la TWH se puede entender como una serie de sumas y restas ponderadas. Dada una señal de entrada 
Una lista de las 2^s funciones de Walsh forma una matriz de Hadamard.

## Relación con las funciones de Haar
Las funciones de Walsh están relacionadas con las funciones de Haar, ya que ambas forman un sistema ortogonal completo. El sistema de funciones de Haar puede ser preferible debido a sus propiedades wavelet (es decir, su capacidad de localización en el tiempo y la frecuencia), mientras que las funciones de Walsh están acotadas (de hecho, tienen módulo 1 en todo punto).

## Aplicaciones
Las funciones de Walsh tienen diversas aplicaciones en campos como:
Comunicaciones digitales (CDMA): En la tecnología CDMA, cada usuario recibe un código de Walsh único. Cuando un usuario transmite información, la modula usando su código de Walsh. Debido a la ortogonalidad de los códigos de Walsh, las señales de diferentes usuarios no interfieren entre sí, permitiendo que el receptor separe la señal deseada del resto. Por ejemplo, si dos usuarios A y B transmiten simultáneamente, el receptor puede multiplicar la señal recibida por el código de Walsh de A para recuperar la señal de A, ignorando la señal de B.
Procesamiento de señales: Para eliminar el ruido en una señal de audio, se puede aplicar la TWH a la señal. Luego, se identifican y eliminan las componentes de Walsh que corresponden al ruido. Finalmente, se aplica la TWH inversa para reconstruir la señal original con el ruido reducido. En la práctica, esto permite mejorar la calidad de grabaciones antiguas o ruidosas.
Compresión de imágenes: Las funciones de Walsh pueden usarse para descomponer una imagen en diferentes componentes de frecuencia. Las componentes menos importantes (que contribuyen menos a la apariencia visual de la imagen) pueden descartarse, reduciendo el tamaño del archivo de la imagen. Este método de compresión, aunque menos común que JPEG, es útil en situaciones donde la velocidad de procesamiento es crítica.
Análisis numérico: Se utilizan en los métodos de quasi-Monte Carlo para el análisis digital.
Radioastronomía: Reducen los efectos de la diafonía eléctrica entre las señales de las antenas.

## Generalizaciones
Las funciones de Walsh pueden interpretarse como los caracteres de (Z₂)^N, el grupo de secuencias Z₂, lo cual ha llevado a diversas generalizaciones de este concepto.

## Ventajas y desventajas
Las funciones de Walsh presentan ventajas como la simplicidad de implementación y la eficiencia computacional. Sin embargo, su representación "cuadrada" puede ser menos eficiente para señales suaves y continuas en comparación con las funciones trigonométricas.

## Limitaciones y alternativas
Si bien las funciones de Walsh son una herramienta valiosa, tienen limitaciones que las hacen menos adecuadas para ciertas aplicaciones. Principalmente, su naturaleza de "onda cuadrada" significa que son menos eficientes para representar señales que varían suavemente en el tiempo, como la voz humana o la música de alta calidad.
- Señales suaves y continuas: Para señales que varían suavemente, las funciones trigonométricas (senos y cosenos) utilizadas en la Transformada de Fourier suelen ser una mejor opción. Esto se debe a que las funciones trigonométricas pueden representar las variaciones suaves de la señal con mayor precisión y eficiencia. En términos sencillos, si necesitas dibujar una curva suave, es mejor usar un pincel que te permita crear trazos continuos en lugar de usar un sello cuadrado que solo te permite crear líneas rectas.
- Análisis de frecuencia preciso: Si necesitas un análisis de frecuencia muy preciso, la Transformada de Fourier también es preferible. Las funciones de Walsh proporcionan una representación aproximada de las frecuencias presentes en una señal, pero no son tan precisas como las funciones trigonométricas. Es como usar un telescopio de baja calidad para observar las estrellas: te permite ver algo, pero no con la misma claridad y detalle que un telescopio de alta calidad.
- Localización en tiempo y frecuencia: Las funciones de Walsh no tienen buena localización en tiempo y frecuencia. Esto significa que no son muy buenas para identificar cuándo ocurren eventos específicos en una señal, o qué frecuencias están presentes en un momento determinado. Para este tipo de análisis, las wavelets (como las funciones de Haar) son una mejor opción. Imagina que estás buscando una nota musical en una grabación. Las funciones de Walsh te dirán qué tan fuerte es esa nota en toda la grabación, pero no te dirán cuándo se toca la nota. Las wavelets, por otro lado, te dirán exactamente cuándo se toca la nota y con qué frecuencia.

Las funciones de Walsh son una excelente opción para aplicaciones donde la simplicidad y la velocidad son críticas, y donde la señal no es demasiado suave. Sin embargo, para aplicaciones que requieren alta precisión, o para el análisis de señales complejas que varían mucho en el tiempo, otras funciones base como las funciones trigonométricas o las wavelets pueden ser más apropiadas.
Se erigen como una herramienta matemática versátil y poderosa debido a una combinación única de características. Su simplicidad, al tomar solo valores de +1 o -1, facilita su implementación en sistemas digitales, reduciendo la complejidad y el costo de los circuitos electrónicos necesarios. Su eficiencia computacional, derivada de la Transformada de Walsh-Hadamard que solo requiere sumas y restas, permite procesar señales en tiempo real, algo crucial en aplicaciones como la telefonía móvil y el procesamiento de audio y video. Finalmente, su propiedad de ortogonalidad permite separar y procesar señales de forma independiente, evitando interferencias y mejorando la calidad de la comunicación. Estas características, en conjunto, explican su amplia aplicabilidad en diversos campos de la ciencia y la tecnología, desde las comunicaciones hasta la medicina.